# Казалнуово ди Наполи
Казалнуо̀во ди На̀поли (на италиански: Casalnuovo di Napoli, на неаполитански: Casalnuovo e' Napule, Казалнуово е' Напуле) е град и община в Южна Италия, провинция Неапол, регион Кампания. Разположен е на 26 m надморска височина. Населението на града е 50 724 души (към 31 декември 2010 г.).